# Comté de Kisumu
Le comté de Kisumu est un des six comtés de l'ancienne province de Nyanza au Kenya. Il borde les rives nord et est du golfe de Winam au nord-est du lac Victoria. Il est peuplé presque exclusivement par des Luo. Son chef-lieu est Kisumu et est traversé par la ligne équinoxiale.

## Histoire
C'est le 4 août 2010, par l'adoption par les Kényans de la nouvelle Constitution, qu'est créé le comté. Cependant, il faut attendre le 28 mars 2013 pour la pérennisation de ses pouvoirs législatifs et exécutifs.

## Toponymie
Le nom du comté vient de celui de son chef-lieu Kisumu. Il provient du mot Kisuma signifiant en langue luo « lieu d'échange, de troc ». Les habitants des environs venaient y échanger leurs marchandises.

## Géographie et géologie
Le comté est situé sur la rive nord-est du golfe de Winam. Il est bordé à l'est par le comté de Siaya, au nord par le comté de Vihiga dans la province occidentale, toujours au nord mais aussi au nord-est par le comté de Nandi, à l'est par le comté de Kericho et, enfin, au sud par le comté de Homa Bay.
Le point culminant est, également, le point le plus à l'est du comté, près des sources de la Nyando, à 1 785 m (0° 15′ 22″ S, 35° 21′ 00″ E) tandis que l'altitude la moins élevée est le golfe de Winam avec 1 131,7 m.
Le sous-sol, essentiellement formé de basalte, constitue l'extrémité australe de la faille ouest du linéament oriental de la vallée du Grand Rift (rift Kavirondo ou rift de Nyanza) formée par les activités tectoniques du Miocène.
Dans l'est du comté, les sols sont faits de terreau sablonneux formé à partir de roches sédimentaires et, dans l'extrême-est de la division administrative de Kombewa, des roches datant de l'éon Hadéen du précambrien couvrent le sol. Les dépôts alluviaux provenant de l’érosion des hautes terres apparaissent le long des plaines d’inondation des rivières comme la Mayenya, la Nanga, la Nyando et la Sondu Miriu. Les sols tourbeux et marécageux ainsi que le vertisol dominent dans les zones marécageuses bordant le lac Victoria et formées par ces rivières.
Le relief est celui d'une plaine (plaine de Kano) excepté dans nord et dans le sud qui correspondent aux horsts nord et sud du fossé d'effondrement du rift Kavirondo.

## Hydrographie
Principales rivières :
- Mayenya ;
- Nanga ;
- Tako ;
- Awach Seme ;
- Sondu Miriu ;
- Nyando,
  - Nyaidho,
    - Buara Asawo,

  - Ainopngetui,
    - Mbogo,

  - Osengeteti,
  - Makindu;
- Kibos ;
- Ragen ;
- Kisian ;
- Kisat.

Lacs :
- golfe de Winam ;
- lac artificiel de Kadongo ;
- lac artificiel de la Sondu Miriu.

Marais :
- marais de Nanga ;
- marais de Dunga à l'embouchure de la Tako ;

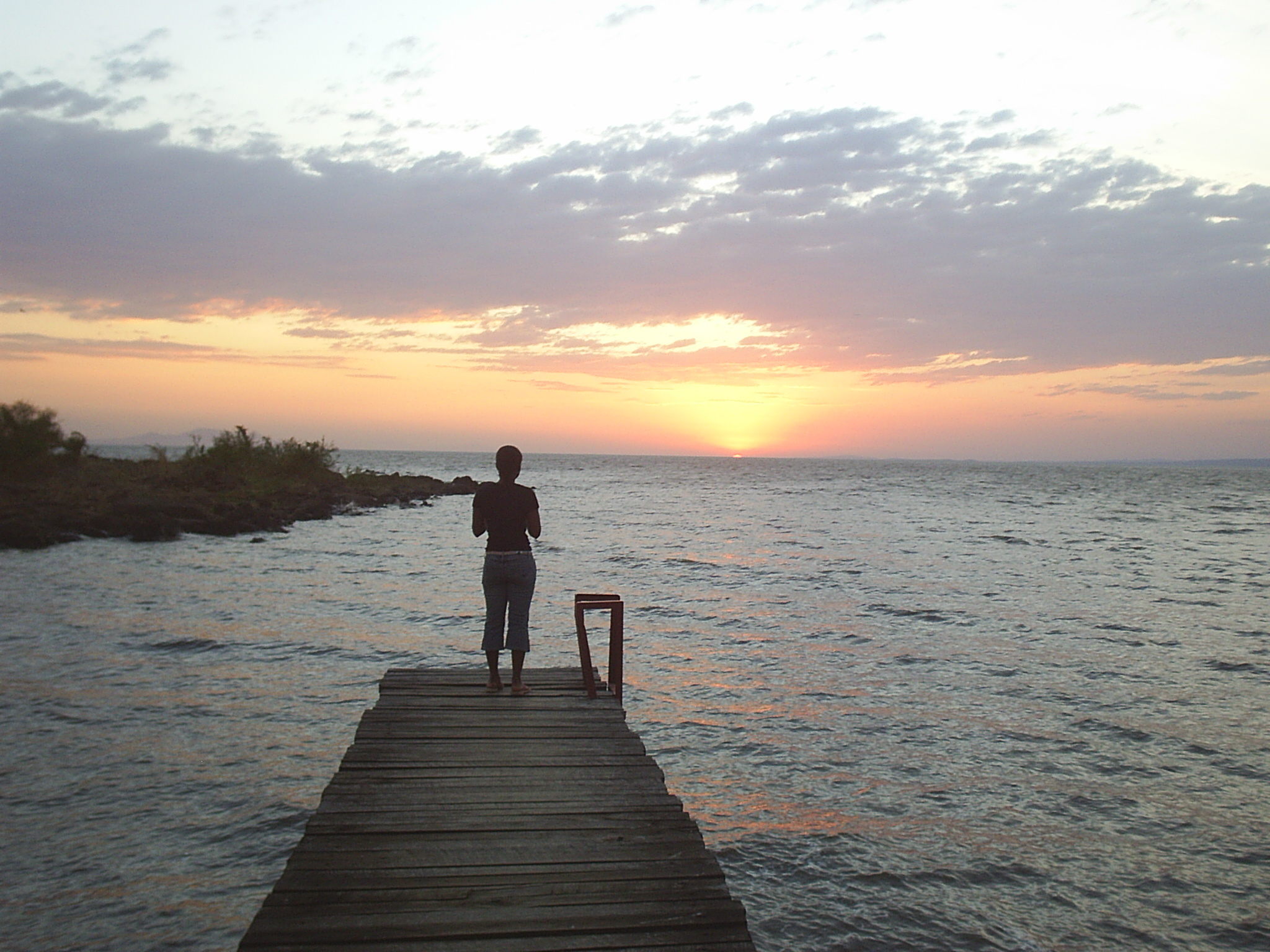
Coucher de soleil sur le golfe de Winam à Kiboko point.

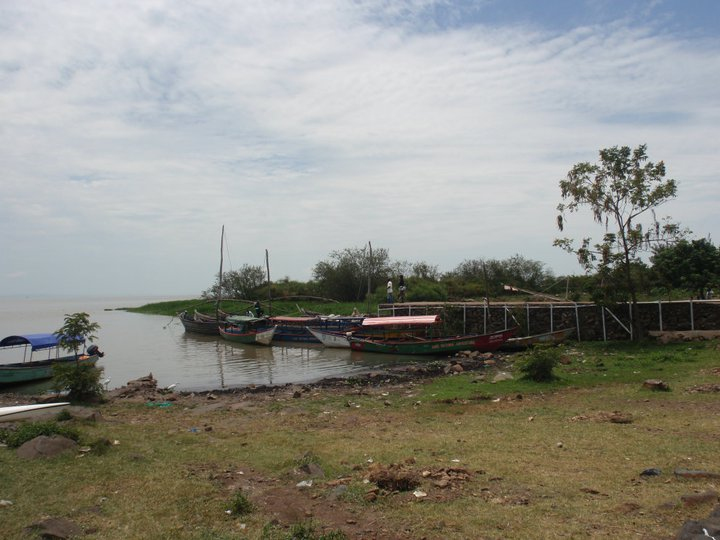
Le petit port de Dunga dans la périphérie de Kisumu.

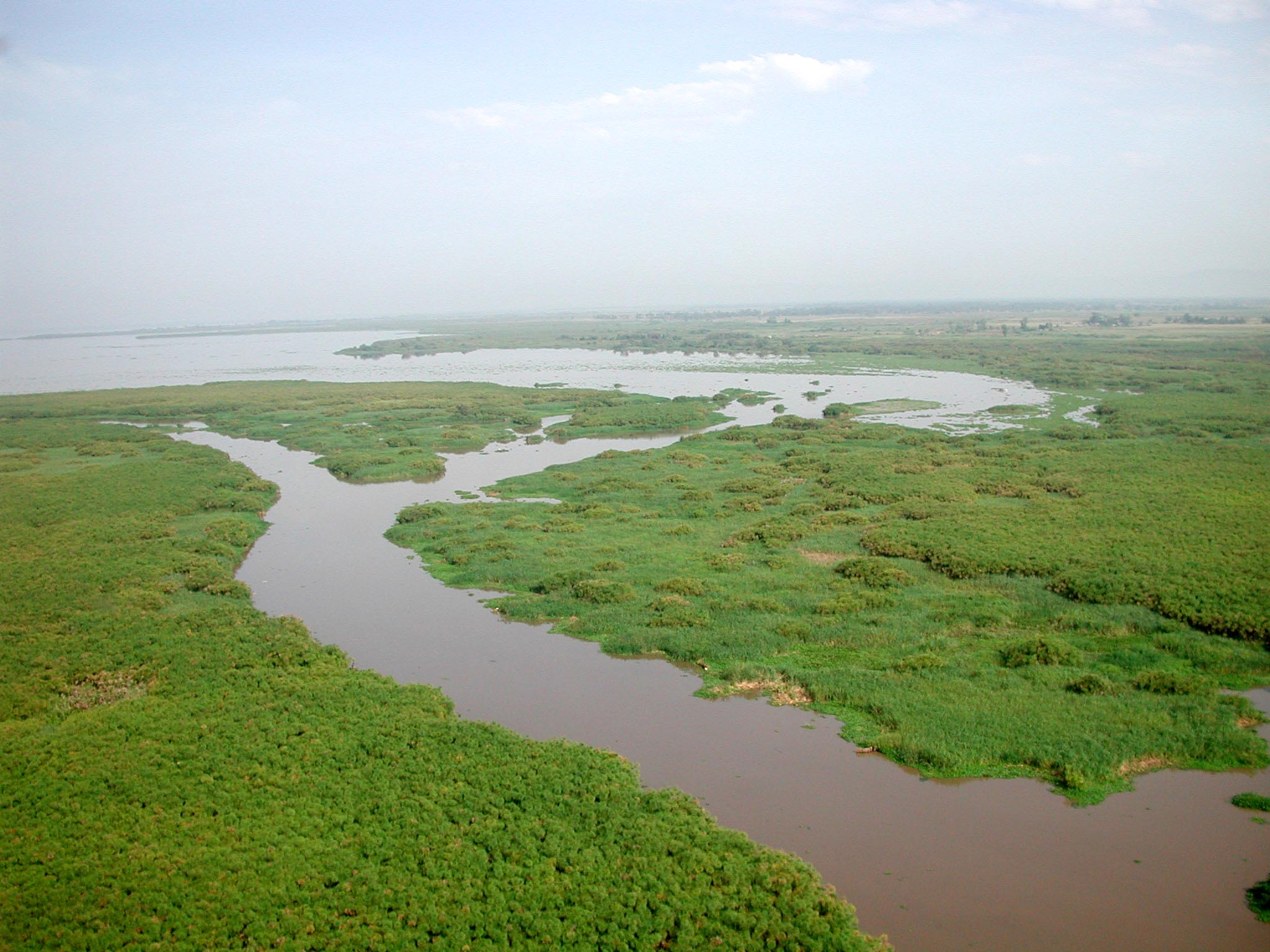
L'embouchure de la Nyando.

- la partie nord du delta de la Sondu Miriu ;
- delta de la Nyando ;
- delta de la Kibos.

## Population
La superficie totale est de 2 654 km2 dont 2 085,9 km2 sur terre ferme et 568,1 km2 sous eau (golfe de Winam). Cette surface de terre ferme pour 968 909 habitants donne une densité réelle de peuplement de 464,5 hab./km2. Lors du dernier recensement national de 2009, cette population était composée de 226 719 familles, soit une moyenne de 4,27 personnes par famille et constituée par 474 760 personnes de sexe masculin et 494 149 personnes de sexe féminin.
La distribution des âges se répartit en 43,5 % de 0-14 ans, 53,3 % de 15-64 ans et en 3,2 % de 65 ans et plus.

## Situation sanitaire
Particularités du comté : la mortalité infantile est de l'ordre de 95 pour 1 000 naissances tandis que la mortalité juvénile est de 114 pour 1 000.

## Enseignement
Selon le rapport annuel Statistical Abstract 2010 édité par le Kenya National Bureau of Statistics (KNBS),  (ISBN 9966-767-24-X) et concernant l'année 2009, le comté compte :
- 260 311 enfants scolarisés dans 706 écoles primaires avec un ratio, dans les écoles publiques, de 1 instituteur pour 51 élèves ;
- 38 813 étudiants scolarisés dans 173 établissements du secondaire avec un ratio, dans les écoles publiques, de 1 professeur pour 30 étudiants ;
- 1 université (université de Maseno), 1 école polytechnique.

## Économie
Les principales activités sont :
- secteur primaire : culture du maïs, de la canne à sucre, de l'arachide et du millet, pêche, élevage de vaches laitières ;
- secteur secondaire : activités portuaires, brasserie, manufacture de tabac, transformation de la canne à sucre et de l'arachide, production de biocarburant;
- secteur tertiaire :
  - transport : aéroport de Kisumu,
  - tourisme : musée de Kisumu, sanctuaire des implas, Kit Mikayi, parc national de l'île Ndere,
  - banque : 25 banques commerciales, deux sociétés de prêt hypothécaire.

L'indice de pauvreté est de 37,9 % en milieu urbain et de 57,9 % en milieu rural. Le ratio de dépendance économique est 100 dépendants pour
87 productifs.

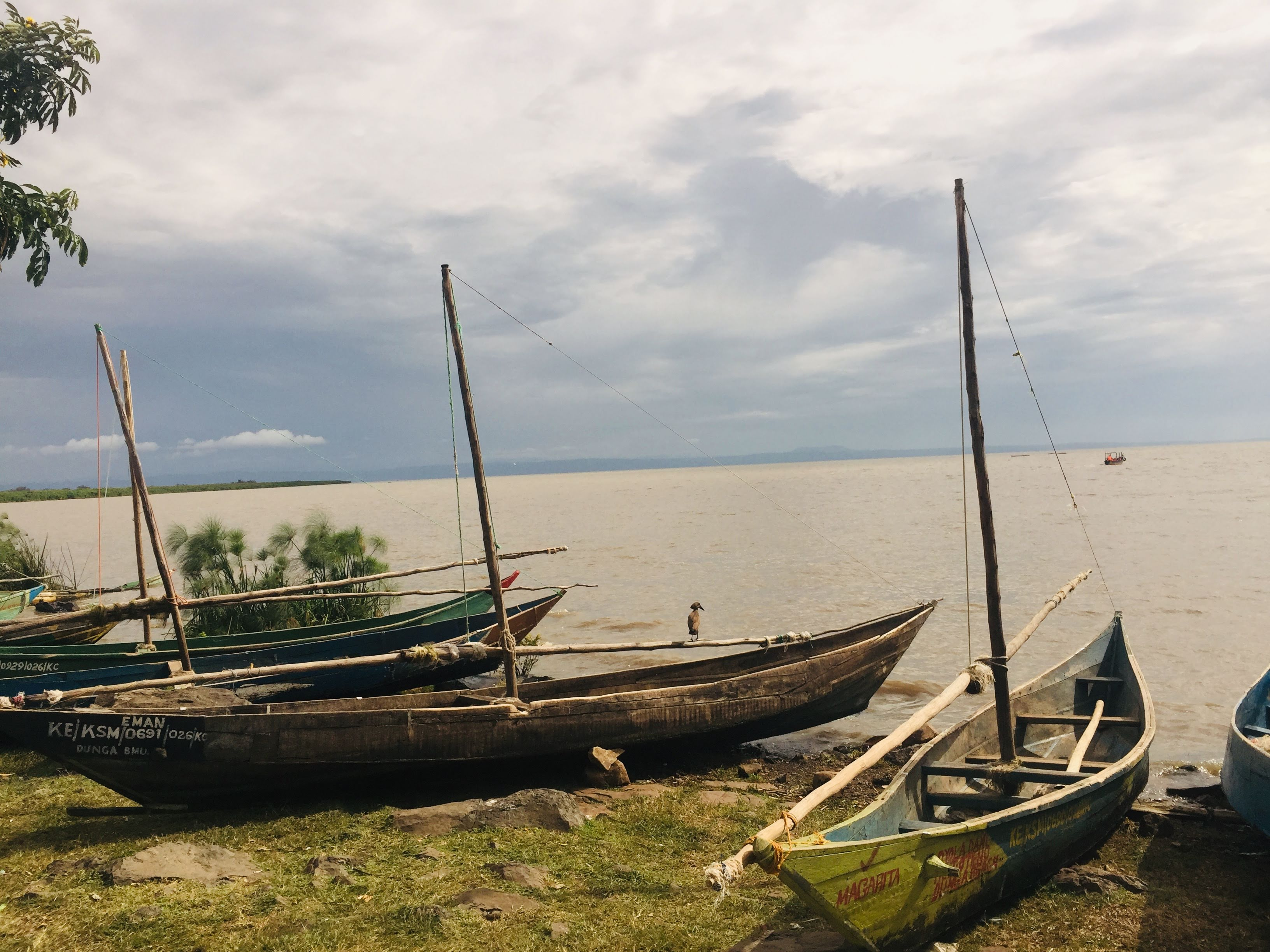
Pêche à Dunga.
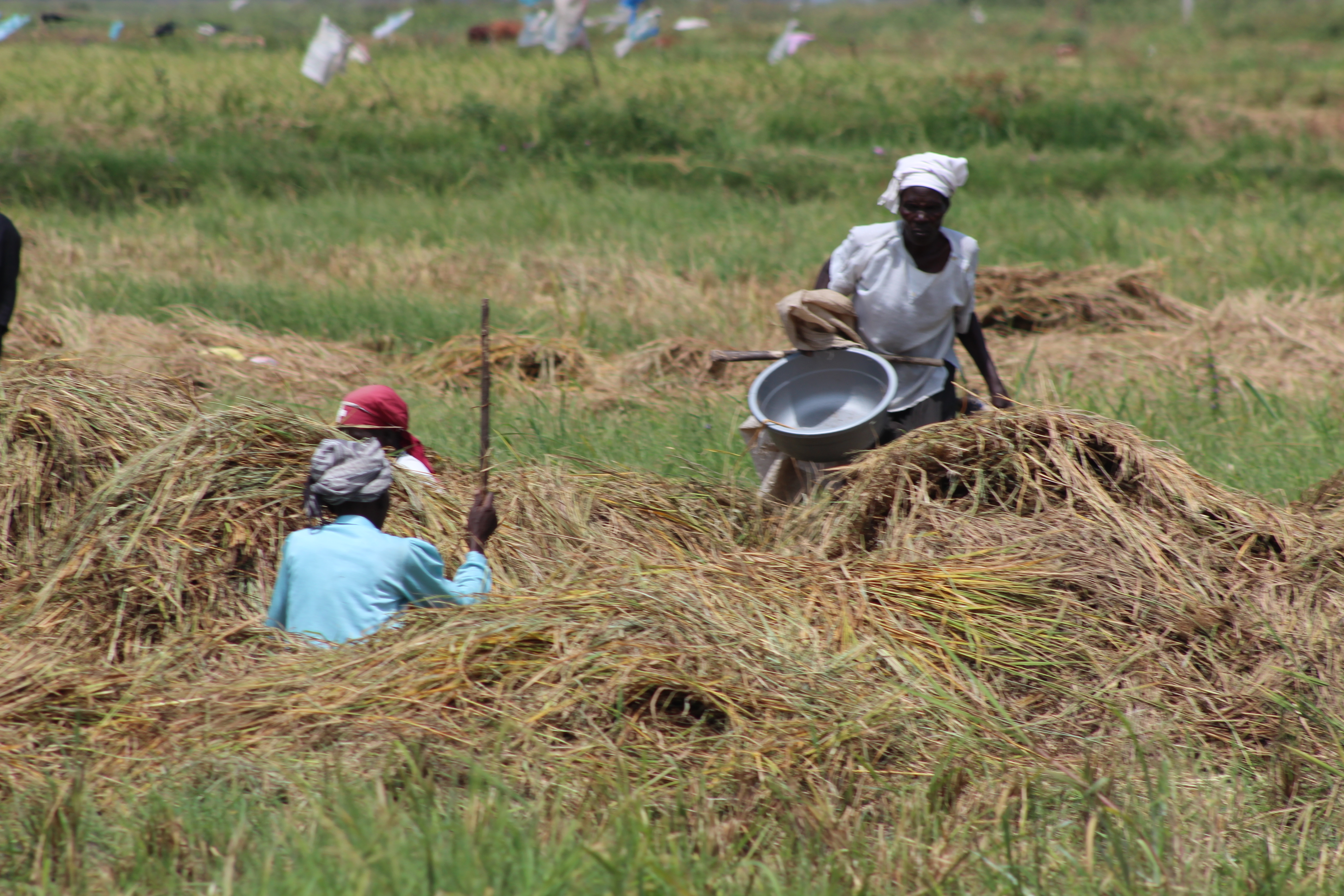
Riziculture.
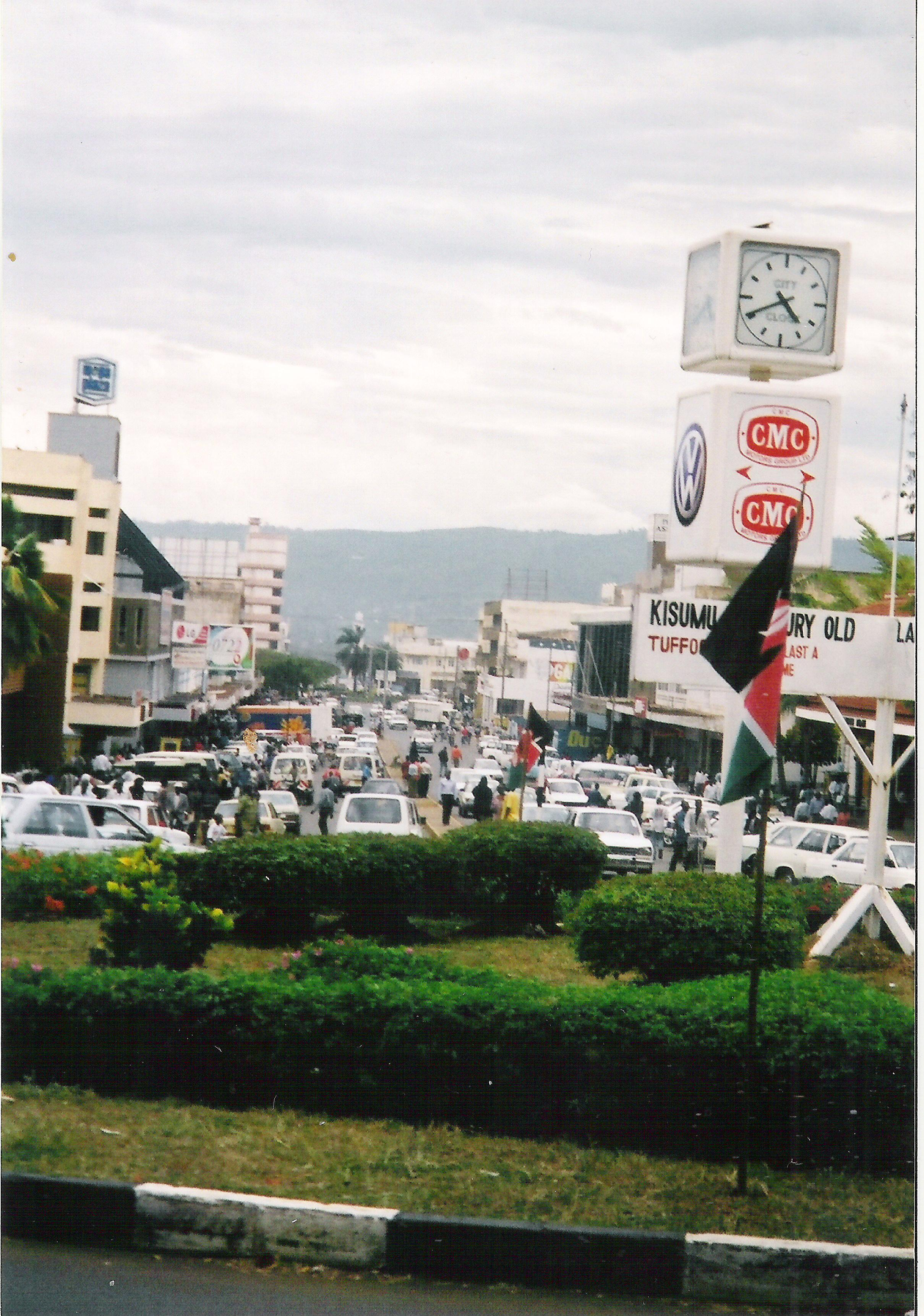
Centre-ville de Kisumu.

## Structure sociétale

### Structure exécutive et législative
Depuis le 28 mars 2013, et consécutivement aux élections générales du 4 mars 2013, le comté (County), comme tous les autres comtés du Kenya, est semi-autonome par rapport au gouvernement central. L'entité peut lever des impôts ou adopter des règlements locaux (par ex. : urbanisme, police) ainsi que gérer les ressources naturelles, humaines et les infrastructures pour autant que la décision ne soit pas contraire ni à la Constitution ni aux Lois de l'État. L'autorité exécutive du comté est responsable des moyens qui lui sont apportés par l'exécutif national.
L'autorité exécutive comporte un gouverneur, un vice-gouverneur et dix autres membres. Le gouverneur actuel est Jack Ranguma (ODM).
L'assemblée locale est constituée de 60 élus (un par Ward, « autorité locale ») auxquels il faut ajouter le président de l'assemblée locale (Chairman of the County Cuncil).

### Structure administrative
Le comté est divisé, depuis 2009, en six districts (wilaya) eux-mêmes partagés en divisions administratives (tarafa), elles-mêmes divisées en localités (Mtaa) et, enfin, ces dernières en quartiers (Kijiji) :
- district de Kisumu Rural, chef-lieu Maseno ;
- district de Kisumu Town East, chef-lieu Holo ;
- district de Kisumu Town West, chef-lieu Kisumu ;
- district de Muhoroni, chef-lieu Muhoroni ;
- district de Nyakach, chef-lieu Nyakach ;
- district de Nyando, chef-lieu Awasi.

Depuis les élections générales du 4 mars 2013, les districts ne sont plus gérés par l'exécutif national mais bien par l'exécutif local du comté.

### Structure électorale
Depuis 1988, le comté est constitué de six circonscriptions électorales (Constituencies). Chacune des circonscriptions, qui sont, depuis 2010, territorialement équivalentes aux districts, est représentée par un député (Member of Parliament ou MP) à l'Assemblée nationale qui comptait 224 membres jusqu'en 2013 et 351 membres depuis lors. Aussi depuis 2013, le comté compte une circonscription supplémentaire (circonscription de Seme par division de Kisumu Central), soit sept au total.
| | Circonscription de Kisumu Central | Circonscription de Kisumu Central | Circonscription de Seme | Circonscription de Seme | Circonscription de Kisumu Town East | Circonscription de Kisumu Town East | Circonscription de Kisumu Town West | Circonscription de Kisumu Town West | Circonscription de Muhoroni | Circonscription de Muhoroni | Circonscription de Nyakack | Circonscription de Nyakack | Circonscription de Nyando | Circonscription de Nyando |
| Élection | MP                                | Parti                             | MP                      | Parti                   | MP                                  | Parti                               | MP                                  | Parti                               | Élection                    | MP                          | Parti                      | MP                         | Parti                     | MP                        |
| 1963* | Tom Okelo Odongo                  | KPU                               |                         |                         |                                     |                                     |                                     |                                     |                             |                             |                            |                            | Okuto Bala                | KANU                      |
| 1966 |                                   |                                   |                         |                         |                                     |                                     |                                     |                                     |                             |                             | M. Ondieki -Chillo         | KANU                       | Okuto Bala                | KANU                      |
| 1969 | Grace Onyango                     | KANU                              |                         |                         |                                     |                                     |                                     |                                     |                             |                             | James Dennis Akumu         | KANU                       | T. O. Ogada               | KANU                      |
| 1974 | Wycliffe Onyango Ayoki            | KANU                              |                         |                         |                                     |                                     |                                     |                                     |                             |                             | Samson Odoyo               | KANU                       | Matthew C. Onyango Midika | KANU                      |
| 1979 | Robert Ouko                       | KANU                              |                         |                         |                                     |                                     |                                     |                                     |                             |                             | Ojwang K’Ombudo            | KANU                       | Matthew C. Onyango Midika | KANU                      |
| 1983 | Robert Ouko                       | KANU                              |                         |                         |                                     |                                     |                                     |                                     |                             |                             | Ojwang K’Ombudo            | KANU                       | T. O. Ogada               | KANU                      |
| 1988** | Wilson Ndolo Ayah                 | KANU                              |                         |                         | Robert Ouko                         | KANU                                | Robert Ouko                         | KANU                                | Matthew Onyango Midika      | KANU                        | Ojwang K’Ombudo            | KANU                       | James Miruka Owuor        | KANU                      |
| 1990**/*** |                                   |                                   |                         |                         | Job Omino                           | KANU                                | Job Omino                           | KANU                                |                             |                             |                            |                            |                           |                           |
| 1992** | Peter Anyang' Nyong'o             | Ford-Kenya                        |                         |                         | Job Omino                           | NDP                                 | Job Omino                           | NDP                                 | Justus Aloo Ogeka           | Ford-Kenya                  | James Dennis Akumu         | Ford-Kenya                 | Clarkson Otieno Karan     | Ford-Kenya                |
| 1997 | Winston Ochoro Ayoki              | NDP                               |                         |                         | Gor Sunguh                          | NDP                                 | Job Omino                           | NDP                                 | William Odongo Omamo        | NDP                         | Peter Ochieng Odoyo        | NDP                        | Paul Orwa Otita           | NDP                       |
| 2002 | Peter Anyang' Nyong'o             | NARC                              |                         |                         | Gor Sunguh                          | NARC                                | Job Omino                           | NARC                                | Patrick Ayiecho Olweny      | NARC                        | Peter Ochieng Odoyo        | NARC                       | Eric Opon Nyamunga        | NARC                      |
| 2003**** |                                   |                                   |                         |                         |                                     |                                     | Kennedy Odhiambo Nyagudi            | NARC                                |                             |                             |                            |                            |                           |                           |
| 2007 | Peter Anyang' Nyong'o             | ODM                               |                         |                         | Ahmed Shakil Shabir                 | ODM                                 | John Olago Aluoch                   | ODM                                 | Patrick Ayiecho Olweny      | ODM                         | Pollyins Ochieng Anyango   | ODM                        | Frederick Outa            | ODM                       |
| 2013 | Ken Obura                         | ODM                               | James Nyikal            | ODM                     | Ahmed Shakil Shabir                 | ODM                                 | John Olago Aluoch                   | FORD-K                              | James Oyoo                  | PDP                         | Joshua Aduma               | ODM                        | Frederick Outa            | ODM                       |
| * Seules existent les circonscriptions de Kisumu et de Nyando. ** Kisumu Town Est et West ne sont pas encore séparés. *** Par élection séparée à la suite de la mort de Robert Ouko. **** Par élection séparée. |                                   |                                   |                         |                         |                                     |                                     |                                     |                                     |                             |                             |                            |                            |                           |                           |

Durant l'élection législative du 4 mars 2013, les électeurs du comté ont aussi, pour la première fois, élu leur représentant au Sénat. Celui-ci est Anyang Nyongo (ODM).

### Musées et parcs nationaux du comté
- musée de Kisumu ;
- parc national de Ndere : dans le district de Kisumu Rural ;
- sanctuaire des impalas dans le district de Kisumu West.

### Localités et autres lieux du comté
- Aéroport de Kisumu ;
- Awasi : chef-lieu du district de Nyando ;
- golfe de Winam ;
- Kisumu : chef-lieu du comté, du district de Kisumu West et de l'ancienne province de Nyanza ;
- Kit Mikayi : formation rocheuse et site sacré dans le district de Kisumu Rural ;
- Maseno : chef-lieu du district de Kisumu Rural ;
- université de Maseno ;
- rivière Sondu Miriu et centrale hydroélectrique fournissant une puissance de 60 MW ;
- Songhor : site de découvertes préhistoriques datant du Miocène.

### Personnalités liées au comté
- David Owino Misiani : musicien-chanteur-compositeur et un des pionniers de la musique benga ;
- Pamela Arwa Mboya : femme politique, déléguée permanente de l'ONU et épouse de Thomas Odhiambo Mboya ;
- Peter Anyang' Nyong'o : homme politique, actuel sénateur du comté et secrétaire général du parti politique ODM ;
- Okoth Ogendo : était un avocat et un juriste ;
- Grace Ogot : femme politique et première femme écrivain kényane de renommée internationale et épouse de Bethwell Allan Ogot ;
- Grace Onyango : première femme Maire (Bourgmestre), première femme membre d'un Parlement national, première femme Présidente d'une Chambre des députés en Afrique ;
- John Robert Ouko était ministre des Affaires étrangères du gouvernement de Daniel Arap Moi ;
- Suzanna Owiyo : musicienne-chanteuse-compositrice.

### Source
Statistical Abstract 2010 édité par le Kenya National Bureau of Statistics,  (ISBN 9966-767-24-X)